# قائمة مواقع التراث العالمي في اليابان
قبلت اليابان اتفاقية اليونسكو الخاصة بمواقع التراث العالمي في 30 يونيو 1992. واعتبارا من يونيو عام 2013، أدرج سبعة عشر موقع على قائمة التراث العالمي: ثلاثة عشر موقعا ثقافيا وأربعة مواقع للطبيعية. تم التقدم بطلب الإضافة لعشرة مواقع أخرى، وتمديد لموقع واحد وقد قدمت لنقش المستقبل وحاليا على قائمة أولية اعتبارا من عام 2013.
في عام 2013، اقترح إضافة موقع كاماكورا للترشيح لدخول قائمة التراث العالمي. لكن لجنة التراث العالمي أوصت بعدم إدارج الموقع لأنه يفتقر إلى النزاهة والكمال، كما أن اليابان سحبت أصلا قد سحبت الموقع من الترشيح.

## مواقع التراث العالمي
| اسم                                                                                       | صورة | الموقع                                       | بيانات اليونسكو             | المنطقة:                     | الآثار |
| ----------------------------------------------------------------------------------------- | ---- | -------------------------------------------- | --------------------------- | ---------------------------- | --- |
| الآثار البوذية في منطقة هوريو جي                                                          |      | محافظة نارا                                  | 660 (1993) 1, 2, 4, 6       | 586 هكتار; (570.7 هكتار)     | هوريو-جي، Hokki-ji |
| جبل فوجي، مكان مقدس ومصدر للإلهام الفني                                                   |      | شيزوكا/محافظة ياماناشي                       | 1418 (2013) 3, 6            | 20,638 هكتار; (49,376 هكتار) | جبل فوجي، Fuji Five Lakes، Fujisan Hongū Sengen Shrine, Kitaguchi Hongū Fuji Sengen Shrine, Yamamiya Sengen Shrine, Murayama Sengen Shrine, Suyama Sengen Shrine, Higashiguchi Hongū Fuji Sengen Shrine, Kawaguchi Sengen Shrine, Fuji Omuro Sengen Shrine, Oshino Hakkai, Miho no Matsubara                                     |
| Gusuku Sites and Related Properties of the Kingdom of Ryukyu                              |      | محافظةأوكيناوا                               | 972 (2000) 2, 3, 6          | 55 هكتار; (560 هكتار)        | Tamaudun، Sonohyan-utaki Ishimon، Nakijin Castle، Zakimi Castle، Katsuren Castle، Nakagusuku Castle، قلعة شوري، Shikinaen، Seifa-utaki |
| قلعة هيميجي                                                                               |      | محافظة هيوغو                                 | 661 (1993) 1, 4             | 107 هكتار; (143 هكتار)       | قلعة هيميجي |
| Hiraizumi – Temples, Gardens and Archaeological Sites Representing the Buddhist Pure Land |      | محافظة إيواته                                | 1277 (2011) 2, 6            | 187 هكتار; (5,998 هكتار)     | Chūson-ji، Mōtsū-ji، Kanjizaiō-in, Muryōkō-in, Kinkeizan |
| قبة غنباكو                                                                                |      | محافظة هيروشيما                              | 775 (1996) 6                | 0.4 هكتار; (43 هكتار)        | القصف الذري على هيروشيما وناجازاكي قبة غنباكو |
| الآثار التاريخية في كيوتو القديمة ‏                                                        |      | كيوتو/محافظة شيغا                            | 688 (1994) 2, 4             | 1056 هكتار; (3,579 هكتار)    | كاميجامو-المزار, Shimogamo Jinja، Tō-ji، معبد كيوميزو، Enryaku-ji، دايجو جي، Ninna-ji، Byōdō-in، Ujigami Jinja، Kōzan-ji، Saihō-ji، Tenryū-ji، كينكاكو-جي، غينكاكو-جي، Ryōan-ji، Nishi Hongan-ji، Nijō-jō |
| المعالم التاريخية في نارا القديمة                                                         |      | نارا (محافظة)                                | 870 (1998) 2, 3, 4, 6       | 617 هكتار; (2,502 هكتار)     | تودائي-جي، كوفوكو-جي، Kasuga Taisha، Gangō-ji، Yakushi-ji، Tōshōdai-ji، Heijō Palace، Kasugayama Primeval Forest |
| Historic Villages of Shirakawa-go and Gokayama                                            |      | (غيفو/محافظة توياما                          | 734 (1995) 4, 5             | 68 هكتار; (58,873 هكتار)     | شيراكاوا، Gokayama |
| ضريح إيتسوكوشيما                                                                          |      | محافظة هيروشيما                              | 776 (1996) 1, 2, 4, 6       | 431 هكتار; (2,634 هكتار)     | ضريح إيتسوكوشيما |
| منجم إوامي غينزان للفضة                                                                   |      | محافظة شيمانه                                | 1246 (2010) 2, 3, 5         | 529 هكتار; (3,134 هكتار)     | Yunotsu, Iwami Ginzan Kaidō Yunotsu-Okidomaridō, Site of Daikansho, Okidomari, Ginzan Sakunouchi, Site of Yataki-jō, Ōmori Ginzan, Miya-no-mae, Iwami Ginzan Kaidō Tomogauradō, Site of Yahazu-jō, Site of Iwami-jō, Kumagaika residence, Rakan-ji Gohyakurakan, Tomogaura                                                       |
| جزر بونين                                                                                 |      | طوكيو                                        | 1362 (2011) ix              | 7,939 هكتار                  | Natural Site: تشي تشي جيما، هاها جيما, Muko-jima, آيوو جيما |
| Sacred Sites and Pilgrimage Routes in the Kii Mountain Range                              |      | ميه (محافظة)/نارا (محافظة)/واكاياما (محافظة) | 1142 (2004) 2, 3, 4, 6      | 495 هكتار; (1,137 هكتار)     | Seiganto-ji، Kumano Hayatama Taisha، Kongōbu-ji، Niukanshōfu Jinja، Kumano Hongū Taisha، Niutsuhime Jinja، Mount Yoshino، Ōminesan-ji، Kōyasan chōishi-michi، Jison-in، Yoshino Mikumari Jinja، Kinbu Jinja، Kimpusen-ji، Yoshimizu Jinja، Kumano Nachi Taisha، Nachi Falls, Nachi primaeval forest, Fudarakusan-ji، Kumano Kodō |
| Shrines and Temples of Nikkō                                                              |      | توتشيغي (محافظة)                             | 913 (1999) 1, 4, 6          | 51 هكتار; (373 هكتار)        | Futarasan Jinja، Rinnō-ji، ضريح توشوغو في نيكو |
| شيراكامي-سانتشي                                                                           |      | محافظة آوموري/أكيتا (محافظة)                 | 663 (1993) ix               | 16,939 هكتار                 | Natural Site: Siebold's beech forest, mountains |
| حديقة شيريتوكو الوطنية                                                                    |      | هوكايدو                                      | 1193 (2005) موقع تراث عالمي | 71,100 هكتار                 | Natural Site: peninsula and marine area |
| ياكوشيما                                                                                  |      | محافظة كاغوشيما                              | 662 (1993) موقع تراث عالمي  | 10,747 هكتار                 | موقع طبيعي: غابة قديمة دافئة الحرارة |

## قائمة أولية مؤقتة
قائمة أولية تتكون من مواقع سبق ترشيحها، ولكن لم تسجل حتى الآن.
| اسم                                                                                     | صورة | الموقع                                                  | بيانات اليونسكو           | الآثار (القائمة غير مكتملة) |
| --------------------------------------------------------------------------------------- | ---- | ------------------------------------------------------- | ------------------------- | --- |
| Asuka-Fujiwara: Archaeological Sites of Japan's Ancient Capitals and Related Properties |      | نارا (محافظة)                                           | 5097 (2007) 2, 3, 4, 5, 6 | Ishibutai Kofun، Takamatsuzuka Tomb، Kitora Tomb، Kawara-dera، Asuka-dera، Oka-dera، Yamada-dera، Fujiwara-kyō، Yamato Sanzan                                                          |
| Churches and Christian Sites in Nagasaki                                                |      | ناغاساكي (محافظة)                                       | 5096 (2007) 2, 3, 4, 5, 6 | Ōura Cathedral، Urakami Cathedral، Twenty-six Martyrs Monument، قلعة هارا، Hinoe Castle                                                                                                |
| Hikone-jō                                                                               |      | شيغا (محافظة)                                           | 374 (1992) 1, 2, 3, 4     | Hikone Castle |
| Jōmon Archaeological Sites in Hokkaidō, Northern Tōhoku, and other regions              |      | هوكايدو، محافظة آوموري/إيواته/أكيتا (محافظة) Prefecture | 5398 (2009) 3, 4          | Sannai-Maruyama site، Ōdai Yamamoto I site |
| Main Building of the المتحف الوطني للفن الغربي                                          |      | طوكيو                                                   | 5164 (2007) 1, 2, 6       | المتحف الوطني للفن الغربي |
| Mozu-Furuichi Kofungun, Ancient Tumulus Clusters                                        |      | أوساكا                                                  | 5570 (2010) 2, 3, 4       | Mozu kofungun، Furuichi kofungun |
| Okinoshima Island and Related Sites in Munakata Region                                  |      | فوكوكا (محافظة)                                         | 5400 (2009) 2, 3, 4, 6    | Okinoshima، Munakata Taisha |
| The Modern Industrial Heritage Sites in Kyūshū and Yamaguchi                            |      | كيوشو/كاغوشيما (محافظة)                                 | 5399 (2009) 2, 3, 4       | جزيرة هشيمة Coal Mine, Former Glover House, Shūseikan, Miike Coal Mine, Yawata Steel Works, Mutsurejima Lighthouse, Hagi reverberatory furnace, Shōkasonjuku Academy, هاغي (ياماغوتشي) |
| The سادو (نييغاتا) complex of heritage mines, primarily سادو                            |      | نييغاتا (محافظة)                                        | 5572 (2010) 2, 3, 4       | سادو |
| The Tomioka Silk Mill and Related Industrial Heritage                                   |      | غونما (محافظة)                                          | 5094 (2007) 2, 4, 5       | Tomioka silk mill |

## قائمة مواقع سابقة مؤقتة
قائمة المواقع التي رشحت، ولم تتم الموافقة عليها من قبل لجنة التراث العالمي.
| اسم                           | صورة | الموقع              | بيانات اليونسكو | سبب عدم تسجيلها كموقع تراث عالمي |
| ----------------------------- | ---- | ------------------- | --------------- | -------------------------------- |
| Kamakura, Home of the Samurai |      | Kanagawa Prefecture | 370 (1992) 3, 4 | Site lacked integrity.           |

## الوضع الحالي
طلبت الحكومة اليابانية إضافة مواقع مؤقتة لكل من كاماكورا في يناير 2012، وجبل فوجي في 2013. وتم النظر في الطلب من قبل لجنة التراث العالمي في دورتها 37 والتي عقدت في بنوم بنه بكمبوديا في سبتمبر عام 2013. وأدرج جبل فوجي بنجاح على القائمة. ومع ذلك فإن المجلس الدولي للمعالم والمواقع (ICOMOS) أوصى بعدم قبول موقع كاماكورا، مشيراً إلى أن الجوانب التاريخية للموقع قد حلت محلها إلى حد كبير المدينة الحديثة التي نشأت حوله، وبالتالي تفتقر إلى موقع النزاهة الضرورية لأخذها بعين الاعتبار. طلب الترشيح لقائمة التراث العالمي لموقع كاماكورا تم سحبه حسب الأصول من قبل اليابان. وتخطط الحكومة اليابانية في عام 2014، لطلب تسجيل مصنع توميوكا للحرير وما يتصل به من تراث صناعي.
جزار أمامي وجزر ريوكيو تم اختيارها للترشيح باعتبارها كخامس موقع طبيعي امشترك وفريق الدراسة التي سيتم تشكيلها للنظر في موقع المرشح السادس.

## وصلات خارجية
- (بالإنجليزية) UNESCO World Heritage Sites - Japan
- (باليابانية) World Heritage Sites in Japan
- (باليابانية) Database of National Cultural Properties - World Heritage (世界遺産)